# 無線電路

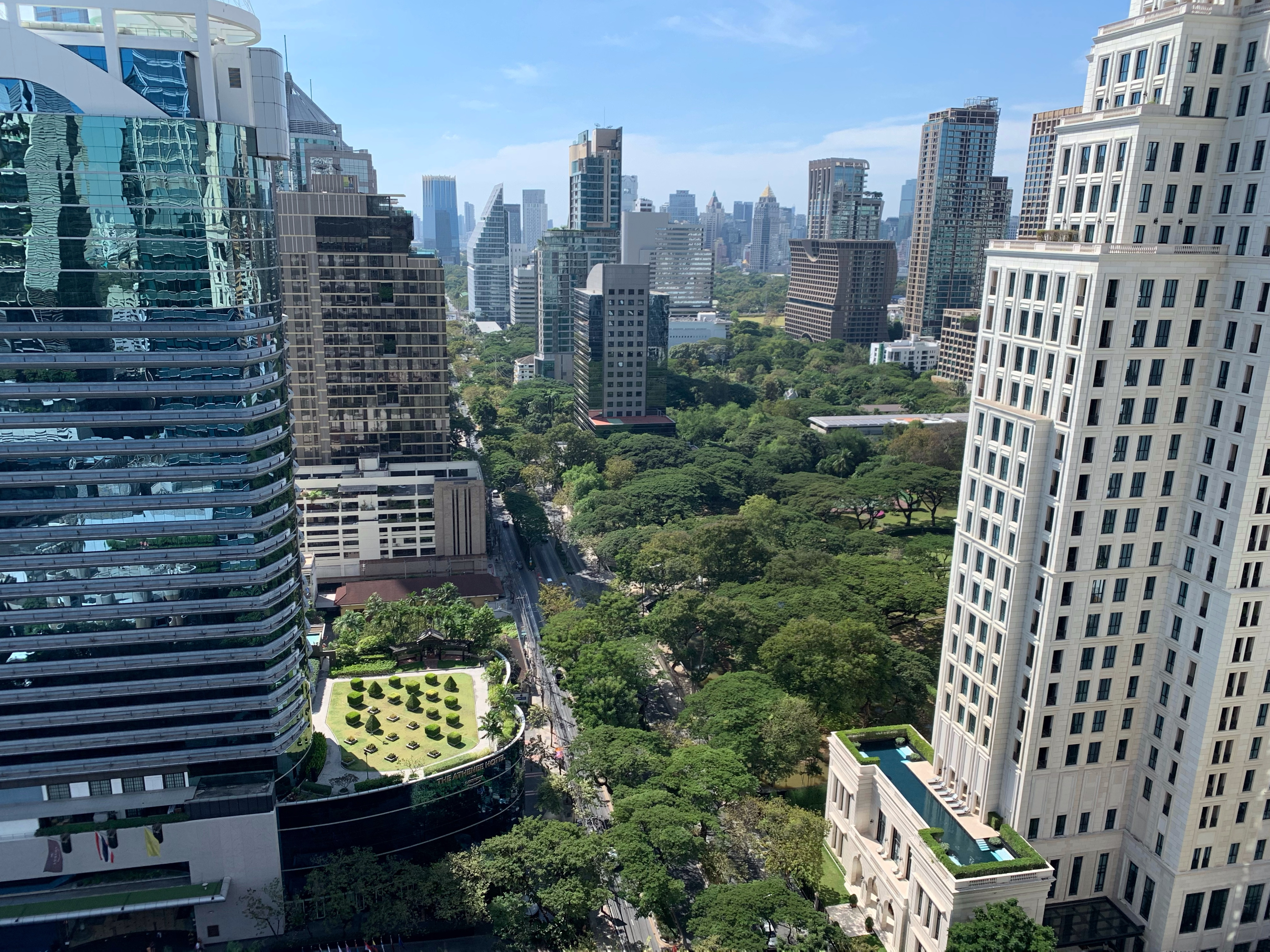
無線電路

無線電路（音素換寫：T̄hnn withyu，皇家轉寫：Thanon Witthayu），或稱威塔裕路，位於泰國首都曼谷的巴吞旺縣。它的北端與碧武里路交界；南端與拍喃四路及沙吞路交界。1,400公尺的沿路盡是外國大使館及高級飯店。

## 從北到南的主要地點
- 北端與碧武里路交界
- 康民醫院 (Bumrungrad International Hospital)
- Nai Lert Building
- 瑞士駐泰國大使館
- 英國駐泰國大使館
- 奔集車站（曼谷集體運輸系統）
- 越南駐泰國大使館
- 卡達駐泰國大使館
- 荷蘭駐泰國大使館
- 義大利駐泰國大使館
- 美國駐泰國大使館
- 日本駐泰國大使館
- 新西蘭駐泰國大使館
- 是樂園警察局
- 侖披尼拳場
- 是樂園